# Lego Sports
Lego Sports en produktlinje produceret af den danske legetøjskoncern LEGO fra 2000-2006. Serien var baseret på forskellige sportsgrene, og bestod af undertemaerne fodbold (2000-2006 kaldet Soccer), skateboard/snowboard (2003–2004 kaldet Gravity Games), basketball (2003–2004 kaldet basketball) og ishockey (2003–2004 kaldet Hockey). Serien bestod af i alt 119 sæt.

## Sæt

### Soccer (2000–2006)
- 3401 Shoot N' Score
- 3402 Small Grandstand with Lights
- 3403 Fans Grandstand with Scoreboard
- 3404 Black Bus
- 3405 Blue Bus
- 3406 Americas Bus
- 3407 Red Bus
- 3408 Super Sport Coverage
- 3409 Championship Challenge
- 3410 Field Expandera
- 3411 Blue Team Bus With Ball
- 3412 Point Shooting
- 3413 Goal Keeper
- 3414 Precision Shooting
- 3416 Women's Soccer Team
- 3420 Championship Challenge II
- 3421 3 v 3 Shootout
- 3422 Shoot 'N Save
- 3423 Freekick Frenzy
- 3424 Target Practice
- 3425 Grand Championship Cup
- 3426 Team Transport
- 3427-3567 Coca-Cola Minifigs and Items
- 3568 Football Shoot Out
- 3569 Football Tabletop
- 3570 Football Mini Field
- 3573 Superstar Figure

### Gravity Games (2003–2004)
- 3535 Skateboard Street Park
  - Miniature figures: 1
- 3536 Snowboard Big Air Comp
  - Miniature figures: 1
- 3537 Skateboard Vert Park Challenge
  - Miniature figures: 2
- 3538 Snowboard Boarder Cross Race
  - Miniature figures: 2
- 3585 Snowboard Super Pipe
  - Miniature figures: 2

### Basketball (2003–2004)
NBA Collectors serien er fra NBA sæson 2002-2003.
- 3427 NBA Slam Dunk
  - Miniature figures: 1
- 3428 One vs One Action
  - Miniature figures: 2
- 3429 Ultimate Defense
  - Miniature figures: 2
- 3430 NBA Spin and Shoot
  - Miniature figures: 2
- 3431 Street Ball 2 vs 2
  - Miniature figures: 4
- 3432 NBA Challenge
  - Miniature figures: 10
- 3433 Ultimate NBA Arena
  - Miniature figures: 10
- 3440 NBA Jam Session
  - Miniature figures: 2
- 3548 Slam Dunk Trainer
  - Miniature figures: 1
- 3549 Practice Shooting
  - Miniature figures: 1
- 3550 Jump and Shoot
  - Miniature figures: 1
- 3560 NBA Collectors #1
  - Miniature figures: Ray Allen, Tim Duncan, Pau Gasol
- 3561 NBA Collectors #2
  - Miniature figures: Antoine Walker, Shaquille O'Neal, Tony Parker
- 3562 NBA Collectors #3
  - Miniature figures: Gary Payton, Dirk Nowitzki, Vince Carter
- 3563 NBA Collectors #4
  - Miniature figures: Kobe Bryant, Jason Kidd, Toni Kukoč
- 3564 NBA Collectors #5
  - Miniature figures: Allen Iverson, Steve Francis, Karl Malone
- 3565 NBA Collectors #6
  - Miniature figures: Steve Nash, Jerry Stackhouse, Paul Pierce
- 3566 NBA Collectors #7
  - Miniature figures: Jalen Rose, Peja Stojakovic, Kevin Garnett
- 3567 NBA Collectors #8
  - Miniature figures: Tracy McGrady, Allan Houston, Chris Webber
- 3584 Rapid Return
  - Miniature figures: 1
- 5013 Free Throw
  - Miniature figures: 1
- 10121 NBA Basketball Teams
  - Miniature figures: 5

### Hockey (2003–2004)
- 3540 Puck Passer
- 3541 Slap Shot
- 3542 Flip Shot
- 3543 Slammer Goalie
- 3544 Game Set
- 3545 Puck Feeder
- 3557 Blue Player and Goal
- 3558 Red Player and Goal
- 3559 Red and Blue Player
- 3578 NHL Championship Challenge
- 3579 NHL Street Hockey
- 7919 White Hockey Player
- 7920 Blue Hockey Player
- 10127 NHL Action Set with Stickers
- 65182 Slammer Stadium